# コーネリアス・ケルステン
コーネリアス・ケルステン（英: Cornelius Kersten、1994年7月19日 - ）は、オランダ出身のイギリスのスピードスケート選手であると同時に、実業家でもある人物である。

## 経歴
オランダ・北ホラント州ハールレムにて、父親がオランダ人で母親がイギリス人の家庭に生まれる。
オランダのヘームステーデをベースにスケートを始めたが、オランダジュニアの牙城は厚く、なかなか食い込むことが出来なかった。そこでオランダを拠点としつつ母の母国であるイギリスの選手として国際舞台に立つことを選んだ。
2014年以後はイギリスの選手として活動し、2022年北京オリンピックにおいて国家初のスピードスケートオリンピック代表選手に選出された。

## 人物
ケルステンは日本国北海道帯広市での国際競技大会に出場した時、日本の個包装タイプのインスタントドリップ式コーヒーパックを見つけ、これを大層気に入った。「お湯を入れればコーヒーが飲めるとは！」という驚きから根拠地にしているオランダのヘーレンフェーンへ戻って似たような品を探したがなかったため、「それなら自分で会社を作って同じ製品を作り販売しよう」と考え、『Brew'22』というドリップ式コーヒー販売会社を起業した。
ケルステンは『Brew'22』を立ち上げた後は1日の半分以上をコーヒーの製造や出荷に振り向け、夜間に選手としての活動を行うという生活を続け、企業収入を選手としての活動資金に充当するという形を採っていることを語っている。

## 自己記録
| 種目    | 結果    | 日付           | 場所                    |
| ------- | ------- | -------------- | ----------------------- |
| 500 m   | 35.72   | 2018年1月4日   | カルガリー（ カナダ）   |
| 1,000 m | 1:07.34 | 2021年12月12日 | カルガリー（ カナダ）   |
| 1,500 m | 1:48.25 | 2021年1月30日  | ティアルフ（ オランダ） |
| 3,000 m | 3:52.35 | 2017年12月22日 | カルガリー（ カナダ）   |
| 5,000 m | 7:14.86 | 2014年3月11日  | ティアルフ（ オランダ） |